# Nam vương Quốc tế (Thái Lan)
Nam vương Quốc tế (tiếng Anh: Mister International) là một cuộc thi sắc đẹp hàng năm dành cho nam giới do Mister International Organization thành lập từ năm 2006. Cùng với cuộc thi đối thủ là Mister World, cuộc thi này là một trong hai cuộc thi sắc đẹp dành cho nam giới lớn nhất thế giới xét về số lượng các cuộc thi cấp quốc gia. Mister International Organization có trụ sở tại Singapore và được cựu chủ tịch kiêm nhà sáng lập quá cố Alan Sim làm chủ và tổ chức.
Đương kim Mister International là Nwajagu Chinemerem Samuel đến từ Nigeria. Đây là chiến thắng đầu tiên của Nigeria tại đấu trường nhan sắc này.

## Người giữ danh hiệu
| Lần thứ                                | Năm  | Ngày                 | Nam vương Quốc tế                   | Á vương                           | Á vương                           | Á vương                          | Á vương                            | Á vương                         | Nơi tổ chức          | Số thí sinh | T.k.                       |
| Lần thứ                                | Năm  | Ngày                 | Nam vương Quốc tế                   | 1                                 | 2                                 | 3                                | 4                                  | 5                               | Nơi tổ chức          | Số thí sinh | T.k.                       |
| -------------------------------------- | ---- | -------------------- | ----------------------------------- | --------------------------------- | --------------------------------- | -------------------------------- | ---------------------------------- | ------------------------------- | -------------------- | ----------- | -------------------------- |
| 1                                      | 2006 | 7 tháng 10 năm 2006  | Wissam Hanna · Liban                | Erbert Javier Delgado · Venezuela | Konstantinos Avrampos · Hy Lạp    | Karlis Karolis · Latvia          | Chaka Sedgwick · Hoa Kỳ            | Không trao giải                 | Singapore, Singapore | 19          | [ 1 ] [ 2 ]                |
| 2                                      | 2007 | 31 tháng 12 năm 2007 | Alan Bianco Martini · Brasil        | Oh Jong Sung · Hàn Quốc           | Aristotelis Bolovinos · Hy Lạp    | Alberto García Gómez · Venezuela | Bassel Mohammad Abou · Liban       | Không trao giải                 | Kuching, Malaysia    | 17          | [ 3 ] [ 2 ]                |
| 3                                      | 2008 | 24 tháng 11 năm 2008 | Ngô Tiến Đoàn · Việt Nam            | Mohamad Chamseddine · Liban       | Zhang Lun Shuo · Trung Quốc       | Mihovil Barun · Croatia          | Vincent Cleuren · Hà Lan           | Không trao giải                 | Đài Nam, Đài Loan    | 30          | [ 4 ] [ 5 ] [ 2 ]          |
| 4                                      | 2009 | 19 tháng 12 năm 2009 | Bruno Kettels · Bolivia             | Hector Soria · Tây Ban Nha        | Marcelino Gebrayel · Liban        | Maxime Thomasset · Pháp          | Sebastian Strzepka · Ba Lan        | Không trao giải                 | Đài Trung, Đài Loan  | 29          | [ 2 ]                      |
| 5                                      | 2010 | 20 tháng 11 năm 2010 | Ryan Terry · Đại Anh                | Caio Lucius Ribeiro · Brasil      | Luis Alberto Macías · Tây Ban Nha | Thomas Sebastian · Indonesia     | Leodion Sulaj · Hy Lạp             | Không trao giải                 | Jakarta, Indonesia   | 40          | [ 2 ]                      |
| 6                                      | 2011 | 17 tháng 12 năm 2011 | César Curti · Brasil                | Martin Gardavsky · Séc            | Steven Yoswara · Indonesia        | Lê Khôi Nguyên · Việt Nam        | Marco Djelevic Virriat · Thụy Điển | Không trao giải                 | Băng Cốc, Thái Lan   | 33          | [ 2 ]                      |
| 7                                      | 2012 | 24 tháng 11 năm 2012 | Ali Hammoud · Liban · (Từ bỏ)       | Ron Teh · Singapore · (Tiếp quản) | Marko Sobot · Slovenia            | Ricardo Magrino · Brasil         | Ján Haraslín · Slovakia            | Không trao giải                 | Băng Cốc, Thái Lan   | 38          | [ 2 ]                      |
| 8                                      | 2013 | 21 tháng 11 năm 2013 | José Anmer Paredes · Venezuela      | Albern Sultan · Indonesia         | Jhonatan Marko · Brasil           | Hans Briseño · México            | Gil Wagas · Philippines            | Antonin Beránek · Séc           | Jakarta, Indonesia   | 38          | [ 2 ]                      |
| 9                                      | 2014 | 14 tháng 2 năm 2015  | Neil Perez · Philippines            | Rabih El Zein · Liban             | Tomas Dumbrovsky · Séc            | Rafal Maslak · Ba Lan            | Mitja Nadizar · Slovenia           | Không trao giải                 | Ansan, Hàn Quốc      | 29          | [ 2 ]                      |
| 10                                     | 2015 | 30 tháng 11 năm 2015 | Pedro Mendes · Thụy Sĩ              | Anderson Tomazini · Brazil        | Sang Jin Lee · Hàn Quốc           | Julian Javier Torres · Panama    | Jakub Kraus · Séc                  | Không trao giải                 | Manila, Philippines  | 36          | [ 2 ] [ 6 ]                |
| 11                                     | 2016 | 13 tháng 2 năm 2017  | Paul Iskandar · Liban               | Masaya Yamagishi · Nhật Bản       | Vinicio Modolo · Ý                | Không trao giải                  | Không trao giải                    | Không trao giải                 | Băng Cốc, Thái Lan   | 35          | [ 2 ]                      |
| 12                                     | 2017 | 30 tháng 4 năm 2018  | Seung Hwan Lee · Hàn Quốc           | Manuel Molano · Colombia          | Dwayne Geldenhuis · Nam Phi       | Không trao giải                  | Không trao giải                    | Không trao giải                 | Yangon, Myanmar      | 36          | [ 2 ]                      |
| 13                                     | 2018 | 25 tháng 2 năm 2019  | Trịnh Văn Bảo · Việt Nam            | Francesco Piscitelli · Venezuela  | Waikin Kwan · Hong Kong           | Không trao giải                  | Không trao giải                    | Không trao giải                 | Pasay, Philippines   | 39          | [ 7 ] [ 8 ] [ 2 ] [ 9 ]    |
| 2019–2021 Bị hủy do đại dịch COVID-19. |      |                      |                                     |                                   |                                   |                                  |                                    |                                 |                      |             |                            |
| 14                                     | 2022 | 30 tháng 10 năm 2022 | Manu Franco · Cộng hòa Dominica     | Lukanand Kshetrimayum · Ấn Độ     | Orangel Dirinot · Venezuela       | Jason Li · Hồng Kông             | Myron Jude Ordillano · Philippines | Juan Pablo Colias · Tây Ban Nha | Quezon, Philippines  | 35          | [ 10 ] [ 11 ] [ 12 ] [ 2 ] |
| 15                                     | 2023 | 17 tháng 9 năm 2023  | Kim Goodburn · Thái Lan             | William Badell · Venezuela        | Edward Ogunniya · Brasil          | Không trao giải                  | Không trao giải                    | Không trao giải                 | Băng Cốc, Thái Lan   | 36          | [ 13 ]                     |
| 16                                     | 2024 | 14 tháng 12 năm 2024 | Nwajagu Chinemerem Samuel · Nigeria | Nguyễn Mạnh Lân · Việt Nam        | Glenn Victor Sutanto · Indonesia  | Không trao giải                  | Không trao giải                    | Không trao giải                 | Băng Cốc, Thái Lan   | 47          | [ 14 ] [ 15 ]              |
| 17                                     | 2025 | 25 tháng 9 năm 2025  |                                     |                                   |                                   |                                  |                                    |                                 | Băng Cốc, Thái Lan   |             |                            |

### Quốc gia/vùng lãnh thổ theo số lần chiến thắng
| Quốc gia/vùng lãnh thổ | Số lần | Năm              |
| ---------------------- | ------ | ---------------- |
| Liban                  | 3      | 2006, 2012, 2016 |
| Brasil                 | 2      | 2007, 2011       |
| Việt Nam               | 2      | 2008, 2018       |
| Bolivia                | 1      | 2009             |
| Đại Anh                | 1      | 2010             |
| Singapore              | 1      | 2012             |
| Venezuela              | 1      | 2013             |
| Philippines            | 1      | 2014             |
| Thụy Sĩ                | 1      | 2015             |
| Hàn Quốc               | 1      | 2017             |
| Cộng hòa Dominica      | 1      | 2022             |
| Thái Lan               | 1      | 2023             |
| Nigeria                | 1      | 2024             |

## Các lần tổ chức Nam vương Quốc tế

### 2025
Nam vương Quốc tế 2025 là cuộc thi Nam vương Quốc tế lần thứ 17 được tổ chức tại Băng Cốc, Thái Lan vào ngày 25 tháng 9 năm 2025.
Các thí sinh
| Quốc gia/vùng lãnh thổ | Thí sinh                 |
| ---------------------- | ------------------------ |
| Ai Cập                 | Mohamed Basla            |
| Ấn Độ                  | Madhuram Daga            |
| Brasil                 | Rodrigo D'Soni           |
| Canada                 | Liam Thibault            |
| Colombia               | Andrés Arboleda          |
| Costa Rica             | Roberto Mena             |
| Cộng hòa Dominica      | Aldo Farias              |
| El Salvador            | Cristian Josue Portillo  |
| Ecuador                | Cristian Proaño          |
| Ghana                  | Bernard Kaw Yartei Asibu |
| Guiné-Bissau           | Cristiano Mendes         |
| Haiti                  | Marc Tayson Jean         |
| Hà Lan                 | Casey De Vries           |
| Indonesia              | Oliver Pras              |
| Lào                    | Sukiphon Vongsack        |
| Liban                  | Saad Hneineh             |
| Malaysia               | Thamil Chelvan           |
| Mali                   | Mamadou Traore           |
| México                 | Willy Inurreta           |
| Myanmar                | Yarzar Htet Aung         |
| Nam Phi                | Tshiamo Malatsi          |
| Nepal                  | Siddhartha Tamang        |
| Nicaragua              | Jonathan Amador          |
| Nigeria                | Bethel Mbamara           |
| Nhật Bản               | Dan Alexander Reynolds   |
| Panamá                 | Carlos Diaz              |
| Paraguay               | Pablo Gonzalez           |
| Pháp                   | Axel Pallier             |
| Philippines            | Kirk Bondad              |
| Puerto Rico            | Jeremy López             |
| Sierra Leone           | Daniel Jamal Fatoma      |
| Singapore              | Mhar Jayson Cortez       |
| Tây Ban Nha            | Christian Losana         |
| Thái Lan               | Kanapol Treesongkiat     |
| Thụy Sĩ                | Bastien De Blasio        |
| Tunisia                | Salah Mehiri             |

Dự thi cuộc thi sắc đẹp quốc tế khác
| Cuộc thi             | Năm  | Quốc gia/vùng lãnh thổ | Thí sinh       | Thứ hạng  | T.k.   |
| -------------------- | ---- | ---------------------- | -------------- | --------- | ------ |
| Mister Supranational | 2024 | Hà Lan                 | Casey De Vries | Á vương 1 | [ 17 ] |
| Mister World         | 2024 | Philippines            | Kirk Bondad    | Top 20    | [ 18 ] |

## Danh sách đại diện Việt Nam
Chú thích màu
- : Nam vương
- : Á vương
- : Top chung kết
- : Top bán chung kết
- : Được giải thưởng đặc biệt

| Năm  | Tên               | Quê quán              | Danh hiệu quốc gia                                    | Thứ hạng             | Giải thưởng đặc biệt               | T.k.   |
| ---- | ----------------- | --------------------- | ----------------------------------------------------- | -------------------- | ---------------------------------- | ------ |
| 2008 | Ngô Tiến Đoàn     | Cần Thơ               | Bổ nhiệm - (Manhunt Vietnam 2006)                     | Mister International | 1 - - Best Body                    | [ 19 ] |
| 2009 | Lê Xuân Vĩnh Thụy | Thành phố Hồ Chí Minh | Bổ nhiệm - (Giải Bạc Siêu mẫu Việt Nam 2009)          | Top 15               | 1 - - Mr. Photogenic               | [ 20 ] |
| 2011 | Lê Khôi Nguyên    | Đồng Tháp             | Mister Vietnam 2010                                   | Á vương 3            | 1 - - Top 3 Best National Costume  | [ 21 ] |
| 2012 | Đỗ Bá Đạt         | Thành phố Hồ Chí Minh | Bổ nhiệm - (Á quân 1 Mister Vietnam 2010)             | Không đạt giải       | 1 - - Best National Costume        |        |
| 2016 | Nguyễn Tiến Đạt   | Hà Nội                | Bổ nhiệm - (Á quân Vietnam Fitness Model Search 2016) | Top 6                | 1 - - Mister Charming Smile        | [ 22 ] |
| 2017 | Trần Minh Trung   | Bà Rịa - Vũng Tàu     | Bổ nhiệm - (Giải Bạc Siêu mẫu Việt Nam 2013)          | Top 5                |                                    | [ 23 ] |
| 2018 | Trịnh Văn Bảo     | Hải Phòng             | Bổ nhiệm - (Giải Đồng Siêu mẫu Việt Nam 2018)         | Mister International | 1 - - Top 10 Best National Costume | [ 24 ] |
| 2023 | Phạm Minh Quyền   | Đồng Nai              | Mister Vietnam 2019                                   | Không đạt giải       |                                    |        |
| 2024 | Nguyễn Mạnh Lân   | Hà Nội                | Mister Vietnam 2024                                   | Á vương 1            |                                    |        |

## Mr. International đầu tiên
Cuộc thi Mr. International, do công ty thời trang Graviera có trụ sở tại Ấn Độ tổ chức, là cuộc thi sắc đẹp dành cho nam giới lần đầu tiên được tổ chức vào năm 1998 và được tổ chức hàng năm tại Ấn Độ cho đến năm 2003, cuộc thi được tổ chức tại Luân Đôn. Cuộc thi không được tổ chức kể từ đó và được thay thế de facto bởi Mister International.

### Người giữ danh hiệu
| Lần thứ | Năm  | Ngày                 | Mister International            | Á vương                                  | Á vương                         | Nơi tổ chức      | Số thí sinh | T.k.                        |
| Lần thứ | Năm  | Ngày                 | Mister International            | 1                                        | 2                               | Nơi tổ chức      | Số thí sinh | T.k.                        |
| ------- | ---- | -------------------- | ------------------------------- | ---------------------------------------- | ------------------------------- | ---------------- | ----------- | --------------------------- |
| 1       | 1998 | 31 tháng 10 năm 1998 | Mario Carballo · Costa Rica     | Hasan Yalnizoglu · Thổ Nhĩ Kỳ            | Tamme Boh Tjarks · Đức          | Jaipur, Ấn Độ    | 23          | [ 26 ]                      |
| 2       | 1999 | 30 tháng 10 năm 1999 | Nadir Nery Djiukich · Venezuela | James Ghoril · Liban                     | Abhijit Sanyal · Ấn Độ          | New Delhi, Ấn Độ | 24          | [ 27 ]                      |
| 3       | 2000 | 13 tháng 10 năm 2000 | Aryan Vaid · Ấn Độ              | Jorge Pascual · México                   | Xu Chong · Trung Quốc           | Jodhpur, Ấn Độ   | 25          | [ 28 ]                      |
| 4       | 2001 | 15 tháng 12 năm 2001 | Alexander Aquino · Philippines  | Anibal Martignani Pérez · Venezuela      | Leroy Vissers · Hà Lan          | Udaipur, Ấn Độ   | 36          | [ 29 ] [ 30 ] [ 31 ] [ 32 ] |
| 5       | 2002 | 26 tháng 10 năm 2002 | Raghu Mukherjee · Ấn Độ         | Julio César Cabrera Mendieta · Venezuela | Odysseus Karouis · Hy Lạp       | New Delhi, Ấn Độ | 26          | [ 33 ] [ 34 ] [ 35 ]        |
| 6       | 2003 | 24 tháng 8 năm 2003  | William Kelly · Sharjah, UAE    | Rajneesh Duggal · Ấn Độ                  | Shaun Paul Cuthbert · Singapore | Luân Đôn, Anh    | 32          | [ 36 ]                      |

- Ghi chú: Trong phiên bản năm 2003, ba thí sinh đến từ Các Tiểu vương quốc Ả Rập Thống nhất, bao gồm Abu Dhabi, Dubai và Sharjah. William Kelly đại diện cho Sharjah và sau đó giành được danh hiệu.

### Bảng xếp hạng
| Quốc gia/vùng lãnh thổ | Danh hiệu | Năm        |
| ---------------------- | --------- | ---------- |
| Ấn Độ                  | 2         | 2000, 2002 |
| UAE                    | 1         | 2003       |
| Philippines            | 1         | 2001       |
| Venezuela              | 1         | 1999       |
| Costa Rica             | 1         | 1998       |

| Lục địa | Danh hiệu | Năm                    |
| ------- | --------- | ---------------------- |
| Châu Á  | 4         | 2000, 2001, 2002, 2003 |
| Châu Mỹ | 2         | 1998, 1999             |

Bản đồ các quốc gia/vùng lãnh thổ theo số người đăng quang

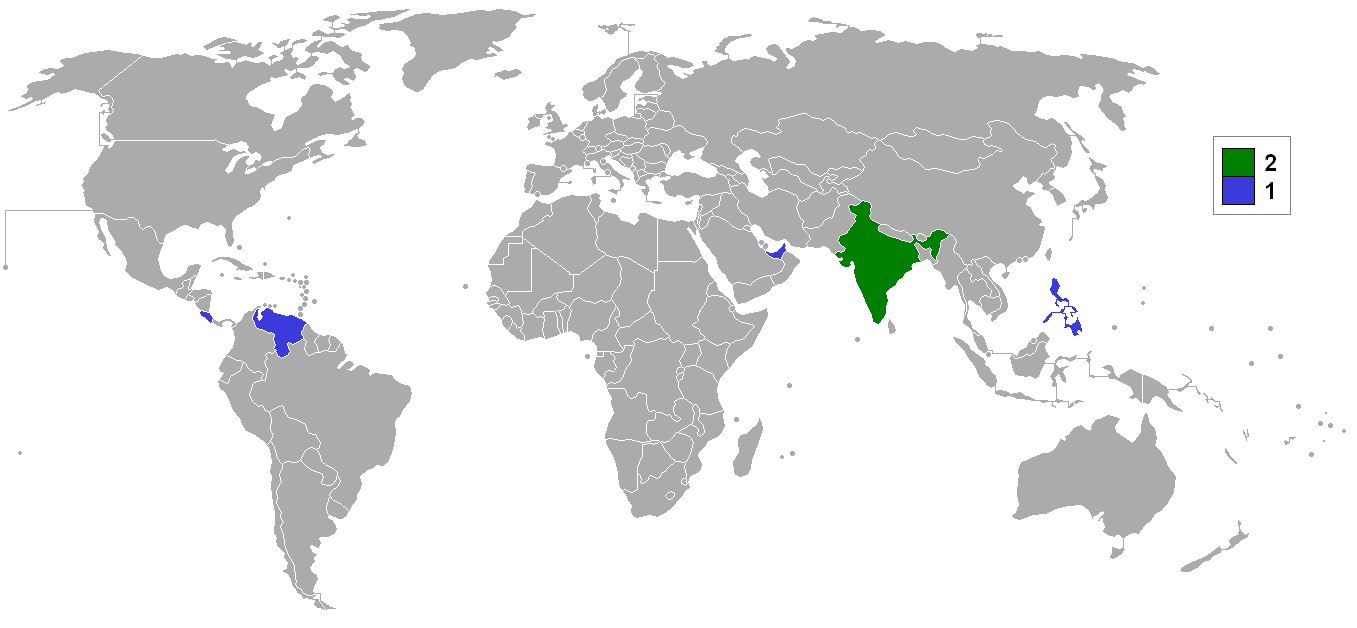
Bản đồ các quốc gia và vùng lãnh thổ giành giải thưởng Mr. International.

- Ghi chú: Người chiến thắng của Phiên bản năm 2003, William Kelly, đại diện cho Sharjah, một trong những tiểu vương quốc của UAE. Vương miện sẽ chỉ được tính cho Các Tiểu vương quốc Ả Rập Thống nhất chứ không phải cho Sharjah vì đây không phải là một quốc gia. Bảng cho thấy vương miện do William Kelly của Sharjah giành được sẽ được tính cho UAE.[37]